# Beniamino Brogi
Beniamino Brogi (* 1983 in Figline Valdarno, Toskana) ist ein italienischer Schauspieler.

## Leben
Beniamino Brogi absolvierte sein Schauspielstudium mit Diplom von 2007 bis 2010 an der Schauspielschule des Europäischen Theaterinstituts Berlin. Brogi hatte während und nach seiner Ausbildung verschiedene Theaterengagements in Deutschland und in Italien. 2014 spielte er in einer Produktion der „Drehbühne Berlin“ im Berliner Admiralspalast die Rolle des Piloten in einer Bühnenfassung von Antoine de Saint-Exupérys Erzählung Der kleine Prinz.
Brogi arbeitet mittlerweile hauptsächlich für Film in Fernsehen. Er war bisher in etwa 30 italienischen und deutschsprachigen Produktionen zu sehen. In Italien arbeitete er u. a. unter der Regie von Sebastian Maulucci, Jan Michelini, Liliana Cavani, Giuseppe Gagliardi und Ildikó Enyedi. Er wirkte u. a. in den historischen, in internationaler Koproduktion entstandenen Fernsehserien Borgia und Die Medici (als Bankier und Lorenzo de’ Medicis Freund und Bankier Francesco Nori) mit.
Für deutschsprachige Kino- und Fernsehproduktionen stand er u. a. unter der Regie von Jorgo Papavassiliou, Kilian Riedhof, Till Franzen, Dominik Graf, Pia Strietmann, Lars Kraume, Rick Ostermann und Hanno Olderdissen vor der Kamera.
Im zweiteiligen Tatort: In der Familie (2020) verkörperte er, an der Seite von Antje Traue, den Gastronom Luca Modica, der in Dortmund eine kleine Pizzeria betreibt, die als Umschlagplatz für Geschäfte der Drogen-Mafia dient. In dem deutsch-österreichischen Fernsehfilm Der Gejagte – Im Netz der Camorra (2022) war er an der Seite von Tobias Moretti zu sehen. In der 6. Staffel der ARD-Vorabendserie WaPo Bodensee (2023) übernahm er eine Episodenhauptrolle als Betreiber einer Erlebnisagentur, der die Beute aus dem Überfall auf einen Goldtransporter an sich nimmt, und dadurch seine Schwester und deren Kinder in tödliche Gefahr bringt. In der 4. Staffel der ZDF-Krimiserie Jenseits der Spree (2024) spielte er den tatverdächtigen Ex-Freund einer getöteten Motorradwerkstatt-Inhaberin.
Für seine Regie bei dem während der Corona-Pandemie in Italien und in Berlin spielenden Kinofilm Primavera Duemilaventi – Frühling 2020 erhielt er beim Filmkunstfest Mecklenburg-Vorpommern gemeinsam mit Sandro di Stefano (Regie) und Ralf Noack (Kamera) den Förderpreis der DEFA-Stiftung und den FIPRESCI-Preis der internationalen Filmjournalisten.
Beniamino Brogi lebt in Berlin.

## Filmografie (Auswahl)
- 2013: Ein Sommer in Amalfi (Fernsehreihe)
- 2013: Borgia: Mariä Himmelfahrt (Fernsehserie, eine Folge)
- 2014: Don Matteo: La veggente (Fernsehserie, eine Folge)
- 2014: La Terra e il Vento (Kinofilm)
- 2014: Sein Name war Franziskus (Francesco)
- 2015: Der Fall Barschel (Fernsehfilm)
- 2015: Die Toten von Turin (Fernsehserie, eine Folge)
- 2017: Großstadtrevier: Eine Dame verschwindet (Fernsehserie, eine Folge)
- 2018: Reise nach Jerusalem (Kinofilm)
- 2018: Die Medici (Fernsehserie, 7 Folgen)
- 2018: Alles oder nichts (Fernsehserie, 2 Folgen)
- 2019: Ein Sommer in der Toskana (Fernsehreihe)
- 2020: Bella da morire (Fernsehserie, 2 Folgen)
- 2020: Tatort: In der Familie (Fernsehreihe)
- 2021: Die Geschichte meiner Frau (The Story of My Wife)
- 2021: Primavera Duemilaventi – Frühling 2020 (Darsteller, Regie)
- 2021: Furia (Fernsehserie, eine Folge)
- 2022: Der Gejagte – Im Netz der Camorra (Fernsehfilm)
- 2023: WaPo Bodensee: Das Versprechen (Fernsehserie, eine Folge)
- 2023: Hunger (Kurzfilm)
- 2023: Lassie – Ein neues Abenteuer (Kinofilm)
- 2024: Jenseits der Spree: Abserviert (Fernsehserie, eine Folge)